# Joachim Rücker
Joachim Rücker (ur. 30 maja 1951 w Schwäbisch Hall) – niemiecki polityk, dyplomata i ambasador. Od 1 września 2006 do 20 czerwca 2008 Specjalny Przedstawiciel Sekretarza Generalnego ONZ w Kosowie i dowódca międzynarodowej misji UNMIK.

## Życiorys
W latach 1973–1979 studiował ekonomię na Uniwersytecie we Fryburgu, na którym uzyskał stopień doktora. Od 1979 do 1991 pracował w strukturach Auswärtiges Amt w Bonn, w tym m.in. w niemieckim konsulacie generalnym w Detroit, ambasadzie w Dar es Salaam oraz w przedstawicielstwie przy organizacjach narodowych w Wiedniu.
W latach 1991–1993 był doradcą ds. polityki zagranicznej klubu parlamentarnego SPD w Bundestagu. W latach 1993–2001 sprawował funkcję burmistrza Sindelfingen w Badenii-Wirtembergii. Od 2001 do 2002 był zastępcą Wysokiego Przedstawiciela ds. Administracji i Finansów w biurze Wysokiego Przedstawiciela w Sarajewie. Od 2002 do 2004 pracował jako szef Wydziału Finansów i Budżetu w Auswärtiges Amt w Berlinie.
W latach 2005–2006 zajmował stanowisko zastępcy Specjalnego Przedstawiciela Sekretarza Generalnego ONZ w Kosowie oraz był odpowiedzialny za odbudowę gospodarczą w ramach misji UNMIK. Od 1 września 2006 do 20 czerwca 2008 był Specjalnym Przedstawicielem Sekretarza Generalnego ONZ w Kosowie.
Od 2008 do 2011 zajmował urząd ambasadora Niemiec w Szwecji. W latach 2011–2014 pełnił funkcję inspektora generalnego w Auswärtiges Amt. Od 2014 do 2016 był ambasadorem i stałym przedstawicielem Niemiec przy ONZ i innych organizacjach międzynarodowych z siedzibą w Genewie. Ponadto, w 2015 zajmował stanowisko przewodniczącego Rady Praw Człowieka ONZ. W lutym 2016 ponownie powrócił do pracy w niemieckim ministerstwie spraw zagranicznych, jako specjalny przedstawiciel ds. partnerstwa na Bliskim Wschodzie.
Joachim Rücker jest żonaty, ma troje dzieci.